# Hoevelaken
Hoevelaken (52° 10′ N, 5° 28′ L) é uma cidade dos Países Baixos, na província de Guéldria. Hoevelaken pertence ao município de Nijkerk, e está situada a 5 km, a leste de Amersfoort.
Em 2001, a cidade de Hoevelaken tinha 7990 habitantes. A área urbana da cidade é de 2.2 km², e tem 3044 residências.
A área de Hoevelaken, que também inclui as partes periféricas da cidade, bem como a zona rural circundante, tem uma população estimada em 9040 habitantes.